# Hunters-Hill-Stein

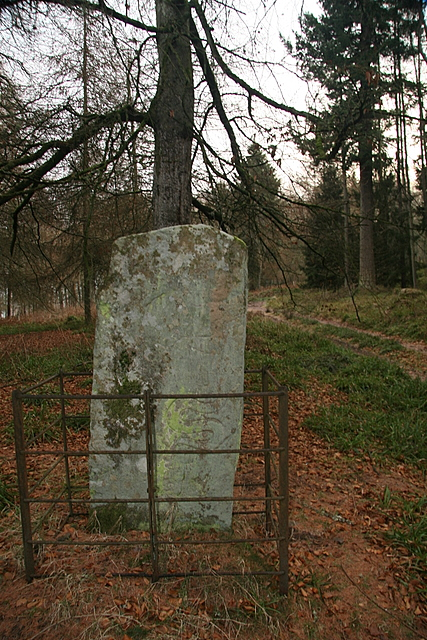
Hunters Hill Symbolstein

Der Hunters-Hill-Stein (auch Glamis 1 genannt) ist ein Piktischer Symbolstein. Er steht neben einem Feldweg, der durch den Lera Wood (Wald), südlich der A94 an der Nordflanke des Hunters Hill östlich von Glamis verläuft. Glamis ist eine Ortschaft in der schottischen Council Area Angus, die weitgehend der traditionellen Grafschaft Forfarshire entspricht. Sie liegt etwa 35 km nordöstlich von Perth und 17 km nördlich von Dundee in Schottland.
Der Stein ist als Scheduled Monument denkmalgeschützt.

## Beschreibung
Der Symbolstein am Hunters Hill steht wahrscheinlich in situ. Piktensteine werden in zwei „Klassen“ eingeteilt. Klasse I sind Natursteine mit Ritzungen, während die später entstandenen „Klasse-II-Steine“ Reliefs tragen. Der Hunters-Hill-Stein ist beides. Ursprünglich ein geschnitzter Naturstein, wurde er später auf der Rückseite mit einem Relief versehen. Der andere Stein, der auf diese Weise wiederverwendet worden ist, ist der etwa 800 m westlich stehende Symbolstein von Glamis Manse.
Der Hunters-Hill-Stein ist 1,5 m hoch, 0,7 m breit und mit nur 14 cm Dicke sehr schlank. Die Schnitzereien sind teilweise abgewittert und von Flechten bedeckt. Dennoch ist es möglich, auf der östlichen Seite ein Kreuz zu erkennen. Die Quadranten des Steins zeigen ein engelhaftes Wesen, ein beschädigtes Figurenpaar, ein Paar vierbeiniger Tiere und ein Paar Hirsche.
Die westliche Seite des Steins ist weniger deutlich erkennbar. Es ist noch möglich, eine ziemlich schwache Ritzung eines Tieres über einer klar erkennbaren Schlange zu erkennen. Dass unterhalb der Schlange ein Spiegel eingeritzt ist, ist dagegen unsicher.
Der Hunters-Hill-Stein gehört zur „Aberlemno School of Pictish Skulptur“. Neben dem Stein von Glamis Manse gehören dieser Schule der Aberlemno 2 (Kirkyard Stone), Aberlemno 3, Menmuir 1, Kirriemuir 1, Monifieth 2, Eassie und der Rossie Priory Stone an.